# Artur Duarte
Artur Duarte (Santos-o-Velho, Lisboa, 17 de Outubro de 1895 – São Domingos de Benfica, Lisboa, 22 de Agosto de 1982) foi um realizador português.

## Biografia
Era filho do cabo da Marinha José Duarte e de Joana Margarida de Jesus, ambos naturais de Lisboa (ele da freguesia de Alcântara e ela da freguesia de Santos-o-Velho).
Começou a sua carreira no cinema como actor, tendo realizado diversos pequenos papéis, designadamente na Alemanha, França, Suíça e Áustria. O seu interesse pelas questões técnicas levam-no à produção de filmes e seguidamente à realização.
Estreia-se na longa-metragem com a adaptação ao cinema em 1938 do livro de Júlio Dinis, Os Fidalgos da Casa Mourisca, no entanto, foi na comédia que se registaram os seus maiores êxitos, com títulos como O Leão da Estrela ou O Costa do Castelo.
A 9 de abril de 1938, casou civilmente em Lisboa com a também atriz Teresa Alves Casal (Mercês, Lisboa, c. 1911), que apareceu em vários dos seus filmes, filha de António José Alves Casal, natural de Caminha (freguesia de Cristelo), e de Maria Albina, doméstica, natural de Abrantes (freguesia de São Vicente). Por sentença de 18 de fevereiro de 1956, os dois divorciaram-se litigiosamente.
Para além das longas-metragens, realizou também, curtas metragens, documentários e filmes publicitários.
Morreu a 22 de agosto de 1982, na freguesia de S. Domingos de Benfica, em Lisboa.

## Filmografia selecionadas
- 1924 - As Pupilas do Senhor Reitor (1924)
- 1934 - Gado Bravo
- 1938 - Os Fidalgos da Casa Mourisca
- 1943 - O Costa do Castelo
- 1944 - A Menina da Rádio
- 1947 - O Leão da Estrela
- 1950 - O Grande Elias
- 1954 - A Garça e a Serpente
- 1956 - O Noivo das Caldas
- 1965 - Em Legítima Defesa - Encontro com a Morte[4]
- 1977 - Recompensa